# 原蒈
原蒈（蒈音凯，kǎi），或称为双环[4.1.0]庚烷，是一种无色液体。它是一种有机化合物。通过环己烯与二碘甲烷和锌铜偶在乙醚中的西蒙斯-史密斯反应制得。